# Elisabeth Förster-Nietzsche
Therese Elisabeth Alexandra Nietzsche, dopo il matrimonio nota come Elisabeth Förster-Nietzsche e soprannominata Lisbeth (Röcken, 10 luglio 1846 – Weimar, 8 novembre 1935), era la sorella del filosofo tedesco Friedrich Nietzsche. Creò il Nietzsche-Archiv nel 1894 e curò con Peter Gast le prime edizioni postume delle opere del fratello.
Antisemita come il marito, aderì nei suoi ultimi anni al nazionalsocialismo.

## Biografia
Era due anni più giovane di Friedrich, ed entrambi erano nati a Röcken bei Lützen da un pastore luterano. I due fratelli trascorsero assieme l'infanzia e i primi anni dell'età adulta,  ma poi si separarono quando, nel 1885, ella sposò Bernhard Förster, un ex insegnante di scuola superiore trasformatosi in agitatore antisemita.

### Nueva Germania
Bernhard Förster progettava di creare un insediamento ariano "puro" nel Nuovo mondo, ed aveva trovato un sito in Paraguay che considerava adatto al caso. La coppia convinse 15 famiglie a far parte di una colonia, che sarebbe stata battezzata Nueva Germania, e il gruppo lasciò la Germania per il Sudamerica il 15 febbraio 1887.
La colonia non prosperò. La terra non era adatta ai metodi tedeschi di coltivazione, le malattie erano un flagello, e i collegamenti con la colonia erano lenti e difficoltosi. Sommerso dai debiti, Bernhard Förster non vide altra via d'uscita che il suicidio, avvelenandosi il 3 giugno 1889. Quattro anni dopo, la vedova lasciò la colonia per sempre e rimpatriò. La colonia esiste ancor oggi.

### Nietzsche-Archiv

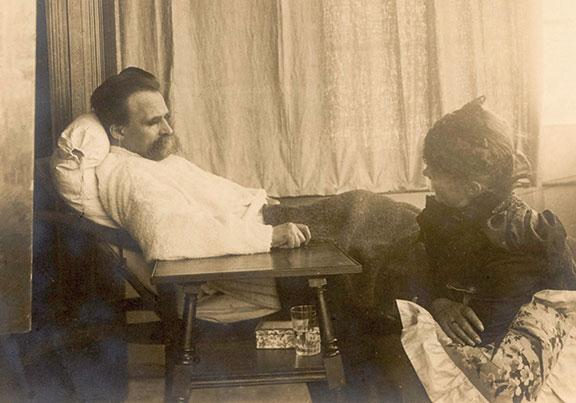
Elisabeth e Nietzsche nel 1899. Fotografia di Hans Olde.

Il definitivo collasso mentale di Friedrich Nietzsche avvenne nel 1889, anche se il filosofo morì undici anni dopo: al ritorno in patria della sorella, egli era ormai solo un invalido, i cui scritti avevano diffusione in tutta Europa e alimentavano un acceso dibattito. Elisabeth fondò nel 1893 a Naumburg il Nietzsche-Archiv e si adoperò energicamente per promuovere il fratello ma distorse parte del suo pensiero, specie con la pubblicazione, assieme all'amico di Nietzsche Peter Gast, artefatta e postuma dei frammenti che vanno sotto il nome di La volontà di potenza.
Nel 1897 alla morte della madre Franziska, trasferì Nietzsche a Weimar dove lo assistette fino alla morte nel 1900.

Nel 1904 Gabriele D'Annunzio dedica una lunga lirica a Nietzsche, Per la morte di un Distruttore, nei cui versi finali si rivolge a Elisabeth: «triste ombra della greca / Antigone, anima profonda / che gli fosti custode / fedele nella notte cieca, / o sorella, quivi reca / il cadavere dell’eroe, / sul golfo lunato e grande / come l’arco ch’egli tese.»
Nel 1930, Elisabeth – da sempre nazionalista e antisemita, come il marito e a differenza del fratello – iniziò a sostenere apertamente il Partito Nazionalsocialista Tedesco dei Lavoratori. Dopo che nel 1933 Hitler ebbe preso il potere, il Nietzsche-Archiv beneficiò di sostegno economico e pubblicità dal governo, che Elisabeth contraccambiava profondendo sul regime il notevole prestigio dell'eredità morale di Nietzsche.
Elisabeth Förster-Nietzsche morì nel 1935 e ai suoi funerali intervennero svariati gerarchi nazisti oltre a Hitler.

## Opere
(DE) 
- Das Leben Friedrich Nietzsches, 3 Bände, Bd. I: 1895, Bd. II/1: 1897, Bd. II/2: 1904
- Das Nietzsche-Archiv, seine Freunde und seine Feinde, 1907
- Das Leben Friedrich Nietzsches, 2 Bände, Bd. 1: Der junge Nietzsche, 1912; Bd. 2: Der einsame Nietzsche, 1914.
- Nietzsche und sein Werk (gemeinsam mit Henri Lichtenberger), Dresden 1928
- Friedrich Nietzsche und die Frauen seiner Zeit, 1935
- Zahlreiche Zeitungsartikel und Einleitungen zu Nietzsches Werken, nachgewiesen bei Peters